# Kitty, Daisy & Lewis
Kitty, Daisy & Lewis ist eine britische dreiköpfige Band bestehend aus den Geschwistern Kitty, Daisy und Lewis Durham. Die Musik der Band ist inspiriert von R’n’B, Swing, Blues, Country und Rock’n’Roll der 1940er und 1950er Jahre. Alle drei Geschwister sind Multiinstrumentalisten und spielen u. a. Schlagzeug, Gitarre, Ukulele, Kontrabass, Posaune, Akkordeon oder auch Mundharmonika.

## Geschichte
Beeinflusst vom Musikgeschmack ihrer Eltern Ingrid Weiss (Ex-Schlagzeugerin bei The Raincoats) und Graeme Durham musizierte die gesamte Familie im eigenen Haus im Londoner Stadtteil Kentish Town. 2002 kam es zu ersten gemeinsamen Auftritten in örtlichen Clubs. Kitty, Daisy & Lewis waren zu diesem Zeitpunkt noch Teenager. Auf der Bühne begleitete das Trio ihre Mutter Ingrid Weiss am Kontrabass und ihr Vater Graeme Durham an der Gitarre, während Kitty, Daisy & Lewis sich an den anderen Instrumenten und auch am Mikrofon abwechselten.
2005 und 2006 wurden die ersten Singles auf dem kleinen Label „Sunday Best“ veröffentlicht: Honolulu Rock and Roll und Mean Son of a Gun. Die Singles wurden im eigenen Heimstudio produziert. Als Aufnahmeequipment wurden ausschließlich Geräte aus den 1940er und 1950er Jahren verwendet. Die Vinyl-Single-Master wurden von Lewis Durham gefertigt.
Es folgten nationale und später auch internationale Auftritte u. a. mit Razorlight, The Pipettes, Mika, Coldplay oder The Concretes. 2006 spielten sie auf dem Bestival und im Anschluss zweimal auf dem Glastonbury Festival.
2007 erschien der Sampler A-Z of Kitty, Daisy & Lewis: The Roots of Rock’n’Roll, der von der Band zusammengestellte Musik enthält und von den Kritikern bereits sehr positiv aufgenommen wurde. 2008 erschien das erste, selbstbetitelte Album Kitty, Daisy & Lewis, das ähnlich positiv aufgenommen wurde. Wie schon die ersten Singles wurde das Album mit historischer Technik aufgenommen.

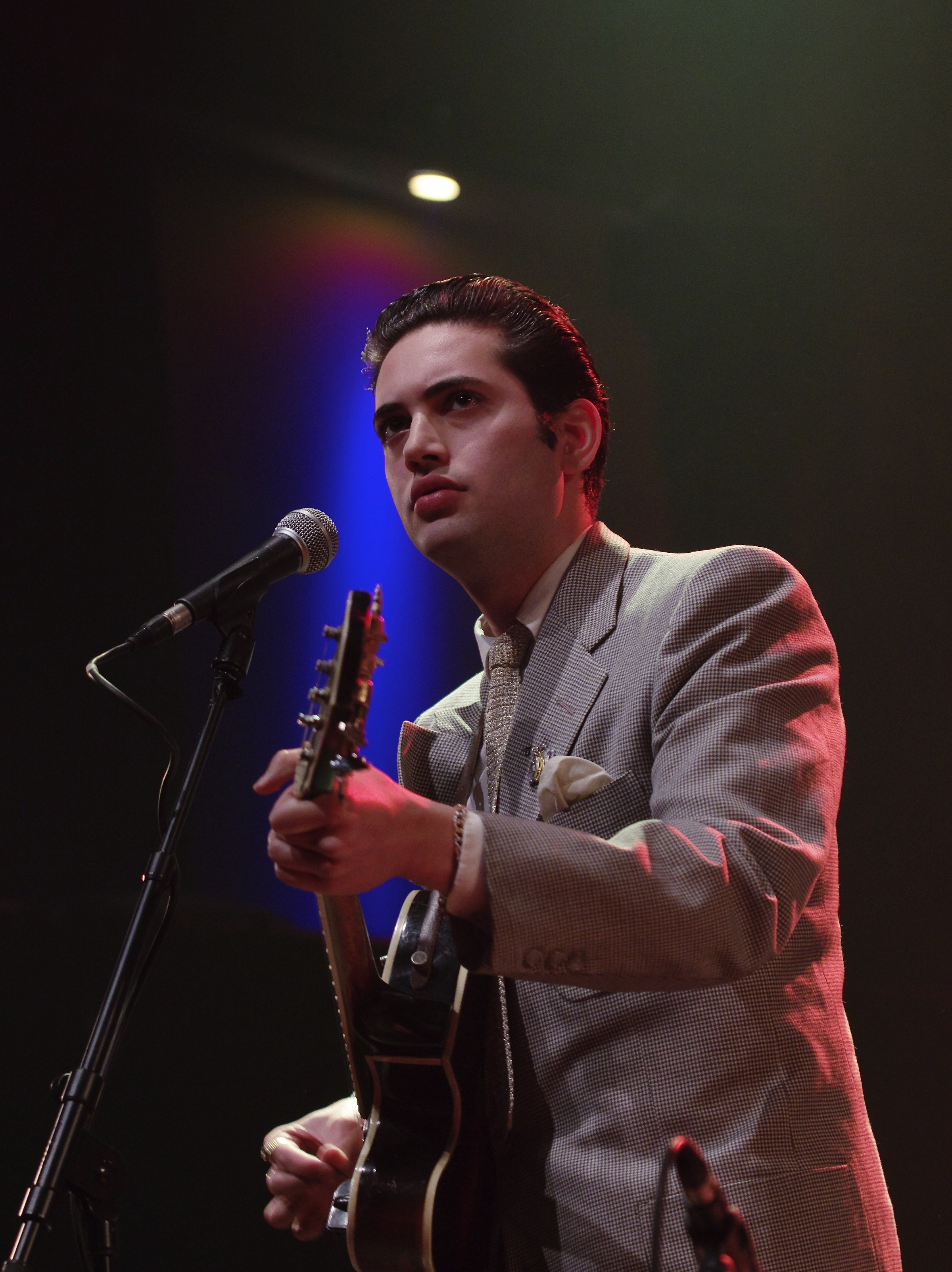
Lewis beim Traumzeit-Festival 2014

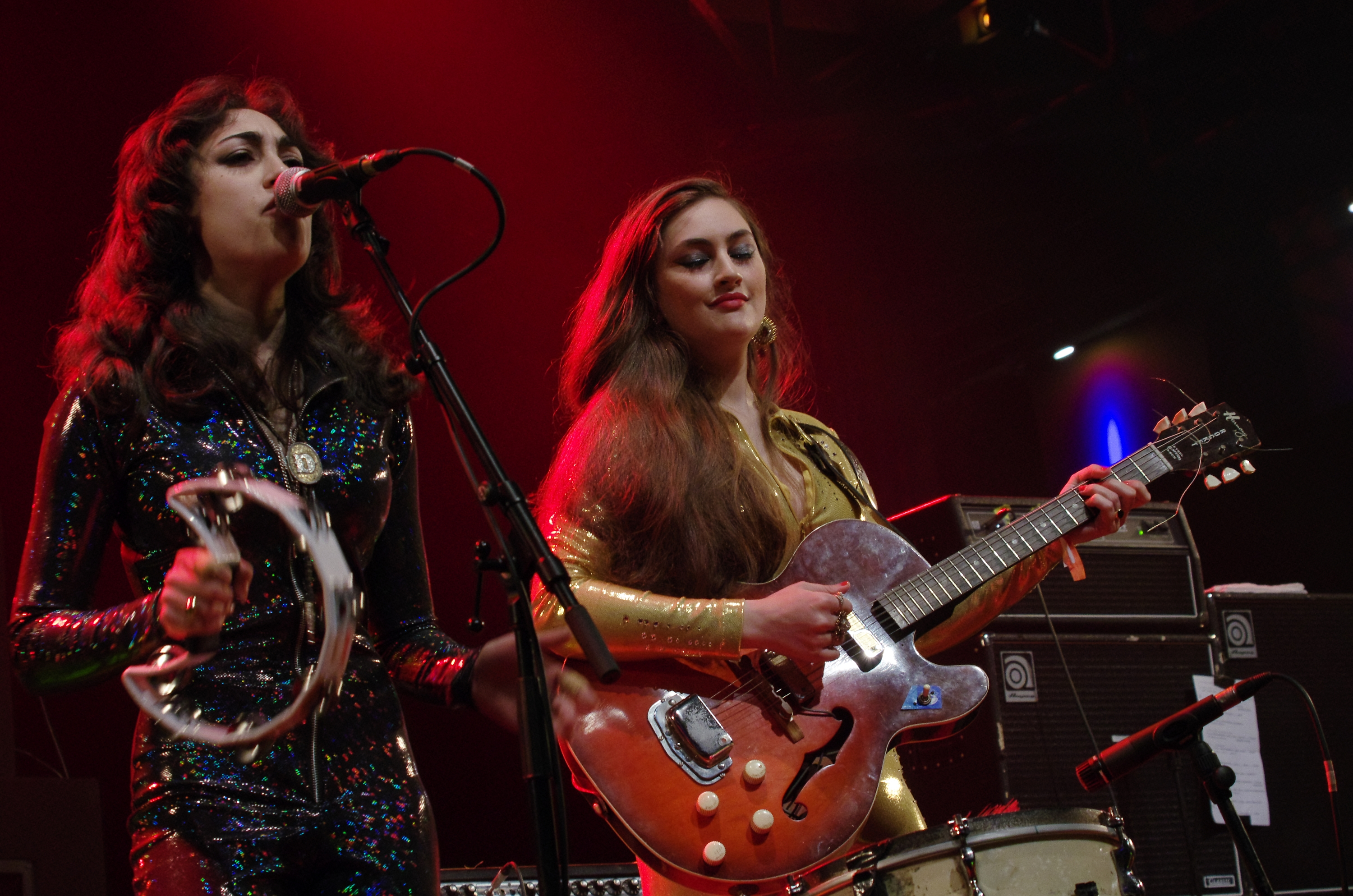
Daisy (Schellenring) und Kitty (Gitarre) beim Traumzeit-Festival 2014

Das zweite Studioalbum Smoking in Heaven erschien im Frühjahr 2011. Anders als der Vorgänger enthielt es ausschließlich Eigenkompositionen. Die Frankfurter Rundschau konstatierte in einer Rezension auch dem Zweitling eine unverwechselbare Retro-Note und befand, dass die Präsentation eigener Stücke „tatsächlich kaum einen hörbaren Unterschied verursacht“.
2012 arbeiteten Kitty, Daisy & Lewis mit der deutschen Country-Rock Band The BossHoss zusammen an dem Song Run Run Run. Der Song wurde auf dem Album Liberty of Action (Black Edition) von The BossHoss veröffentlicht.
Ihr Anfang 2015 veröffentlichtes drittes Studioalbum heißt schlicht The Third. Der Kritiker des Standards hält die zwölf Stücke für sehr formatradiotauglich. Das vierte Album Superscope wurde im Herbst 2017 veröffentlicht.

## Diskografie

### Alben
- 2008: Kitty, Daisy & Lewis
- 2011: Smoking in Heaven
- 2015: The Third
- 2017: Superscope

### Kompilationen
- 2007: A-Z of Kitty, Daisy & Lewis: The Roots of Rock’n’Roll

### Singles
- 2005: Honolulu Rock and Roll
- 2006: Mean Son of a Gun
- 2008: Going Up the Country
- 2008: (Baby) Hold Me Tight
- 2011: I’m So Sorry / I’m Going Back
- 2011: Messing with My Life
- 2011: Don’t Make a Fool out of Me
- 2014: Baby Bye Bye
- 2017: Down on My Knees
- 2017: Black Van

## Belege
1. ↑  Review auf laut.de
2. ↑  The Times. 26. Juli 2008.
3. ↑  Review auf laut.de
4. ↑  Antimodernistische Pose (Memento vom 1. August 2012 im Webarchiv archive.today), Thomas Winkler in Frankfurter Rundschau, 26. Mai 2011
5. ↑  Kitty, Daisy & Lewis: Die Frisur hält, das Ansehen fällt, Rezension von Karl Fluch in Der Standard vom 3. Februar 2015, abgerufen am 3. Februar 2025.
6. ↑  Kitty, Daisy & Lewis in den deutschen Charts (GfK)